# Ориска (Северна Дакота)
Ориска (енгл. Oriska) град је у америчкој савезној држави Северна Дакота.

## Демографија
По попису из 2010. године број становника је 118, што је 10 (-7,8%) становника мање него 2000. године.
| Група             | 2000.       | 2010.       |
| Белци             | 123 (96,1%) | 112 (94,9%) |
| Афроамериканци    | 0 (0,0%)    | 0 (0,0%)    |
| Азијати           | 0 (0,0%)    | 0 (0,0%)    |
| Хиспаноамериканци | 3 (2,3%)    | 5 (4,2%)    |
| Укупно            | 128         | 118         |